# Medaglia per il giubileo dei 30 anni dell'esercito e della marina sovietica
La medaglia per il giubileo dei 30 anni dell'esercito e della marina sovietica è stata un premio statale dell'Unione Sovietica.

## Storia
La medaglia venne istituita il 22 febbraio 1948.

## Assegnazione
La medaglia veniva assegnata a generali, ammiragli, ufficiali, marescialli, sergenti, sottufficiali, soldati e marinai che fossero membri delle Forze Armate dell'URSS, delle truppe del Ministero degli Affari Interni o del Ministero per la Sicurezza dello Stato il 23 febbraio 1948.

## Insegne
- La medaglia era di ottone. Il dritto raffigurava i busti di Lenin e Stalin con sotto la cifra "XXX". Sul rovescio la scritta in rilievo lungo la circonferenza "PER COMMEMORARE IL TRENTESIMO ANNIVERSARIO" (Russo: «В ОЗНАМЕНОВАНИЕ ТРИДЦАТОЙ ГОДОВЩИНЫ») separato in fondo da una stella in rilievo a cinque punte, al centro, la scritta in rilievo su due file "ESERCITO SOVIETICO E MARINA" (Russo: «СОВЕТСКОЙ АРМИИ И ФЛОТА») con appena sotto le date "1918-1948".
- Il nastro era rosso con due strisce grigie.